# Valesio
Valesio (également appelé Baletum ou Valesium dans les textes classiques) est un site archéologique de Torchiarolo, au sud de Brindisi dans la province de Brindisi. Dans la Tabula Peutingeriana, ce site est indiqué comme Mutatio Valentia et est situé à mi-chemin du tracé de la Via Traiana Calabra (it) qui allait de Brindisi à Lecce et continuait jusqu'à Otrante. Au fil des années, des traces d'habitations datant de l'âge du fer jusqu'au Haut Moyen Âge ont été trouvées à Valesio,.

## Histoire pré-romaine
Les premières traces de visites à Valesio remontent à l'âge du fer. D'après le nombre et les caractéristiques des découvertes faites à ce jour, l'ancienne Valesium semble atteindre sa splendeur maximale aux VIe – Ier siècles av. J.-C. en tant que ville fédérée avec les poleis messapiens dispersés dans toute la péninsule du Salento. Les Messapiens étaient une population autochtone, d'origine illyrienne ancienne, qui, en raison de la position particulière du territoire qu'ils occupaient, ouvert au trafic commercial méditerranéen, avait adopté des coutumes et une langue fortement hellénisées.

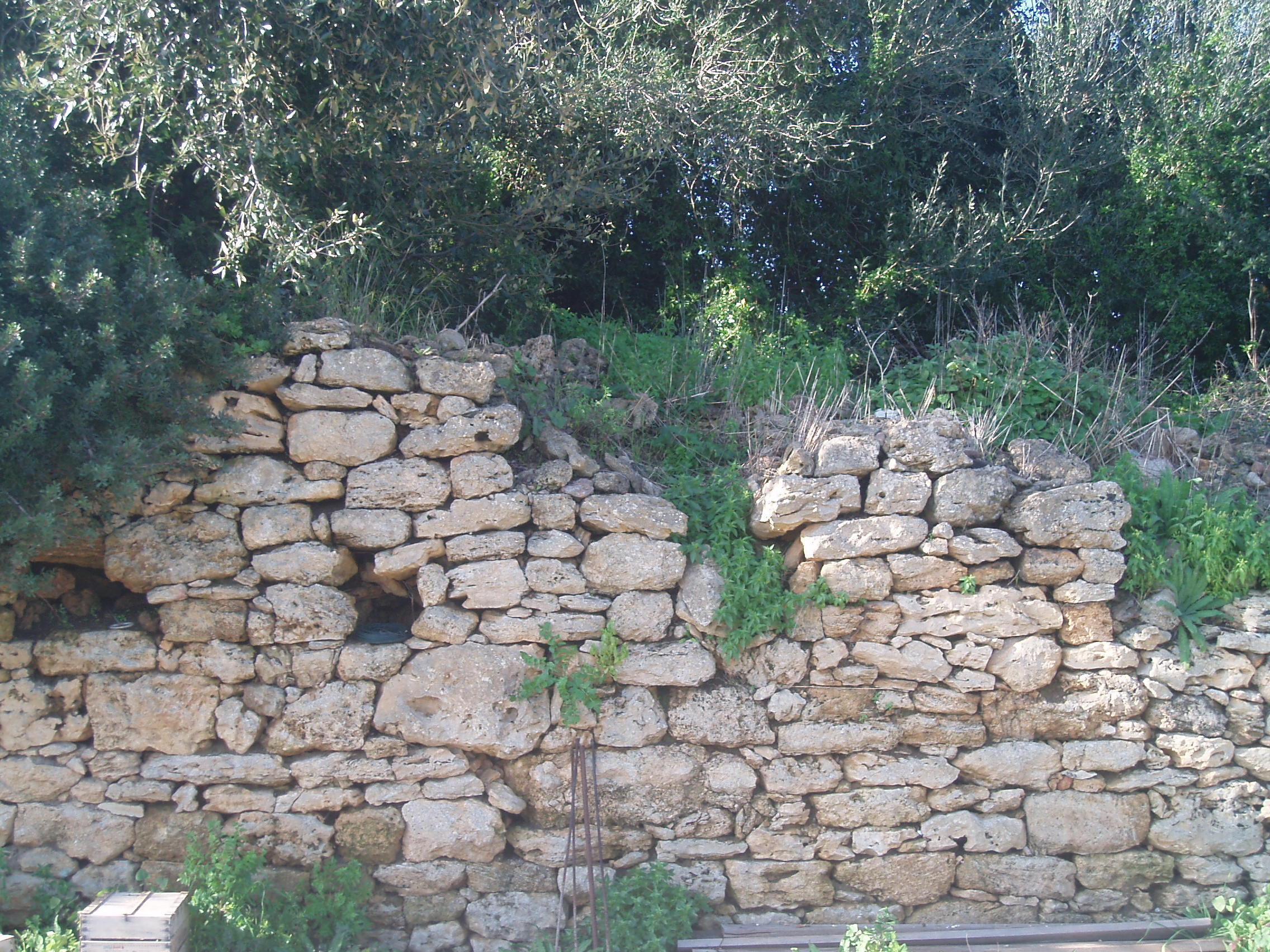
Une partie de l'antique muraille de Valesio.

Le site de Valesio présente encore des traces évidentes des murailles de la ville  qui s'étendent sur un périmètre d'environ 3 430 m, de forme quadrangulaire, pour une extension totale de la superficie de 84 ha.
Un ruisseau coule à l'intérieur, appelé Infocaciucci. Des tombes datant de l'époque messapienne ont souvent été découvertes sur le site, marquées par la formule tabara damatra ou Tobaroas Damatrioas, qui semble signifier, selon les études les plus répandues sur la langue messapienne, consacrée à la déesse Déméter ou (tombeau) de la prêtresse de Déméter.

Une partie des anciens remparts de la ville de Valesio faisait partie des villes messapiennes qui frappaient leur propre monnaie, témoignant de l importance commerciale que cette colonie avait dans l'économie de la péninsule du Salento.

## La période romaine
Au centre du site, dans un endroit légèrement surélevé correspondant peut-être à l'acropole de la période grecque classique, un grand thermes romain datant du Ier siècle a été découvert dans les années 1960 par Gabriele Marzano, directeur du Museo archeologico provinciale Francesco Ribezzo (it), comprenant trois salles pour rafraîchir les invités avec de l'eau chaude (calidarium), tiède (tepidarium) et froide (frigidarium ), ainsi que des écuries pour changer les chevaux.
Les thermes ont fait l'objet, de 1984 à 1991, d'une fouille systématique et totale par l'équipe du professeur Boersma du Département d'Archéologie Classique de l'Université d'Amsterdam, confirmant ainsi la fonction qu'avait Valesio à l'époque romaine comme station le long du tracé de la Via Traiana, dans son dernier tronçon entre Brundisium (Brindisi) et Lupiae (Lecce). L'analyse du matériau céramique utilisé pour remplir certaines salles des thermes a permis de dater cette dernière du début du IVe siècle, période au cours de laquelle la Via Traiana et Calabra furent rénovées par l'empereur Constantin 1er. Les fouilles du complexe ont été étendues à tous les espaces environnants, découvrant une grande mosaïque dans la zone correspondant probablement au hall d'entrée.

## Le haut Moyen Âge
Les vestiges d'une petite église , appelée San Stefano, située sur les murs des thermes romains et de petites tombes, découvertes aux mêmes endroits lors des fouilles de l'équipe hollandaise, remontent à la période médiévale.
Les ruines de l'ancienne ville de Valesio sont déjà évoquées dans De situ Japigiae (it), une œuvre d'Antonio De Ferrariis, communément appelé "il Galateo", un humaniste qui vécut entre les XVe et XVIe siècles. Selon cet auteur, Valesio a été rasé par le roi normand Guillaume le Mauvais en 1157.

## Les trouvailles du Musée Archéologique de Brindisi
Au musée archéologique provincial Francesco Ribezzo de Brindisi, se trouve la salle Valesio dédiée aux trouvailles du site du même nom: arts funéraires avec vases des Pouilles et des Gnathes, inscriptions funéraires, poids de métier à tisser, épigraphes, dalles funéraires avec inscriptions messapiennes, monnaies, des vases en bronze, en céramique et peints en noir, des éléments architecturaux en terre cuite et en pierre, des sphères d'argile probablement utilisées comme armes catapultes et bien d'autres objets trouvés lors des fouilles de Valesio.